# Justizakademie des Landes Nordrhein-Westfalen

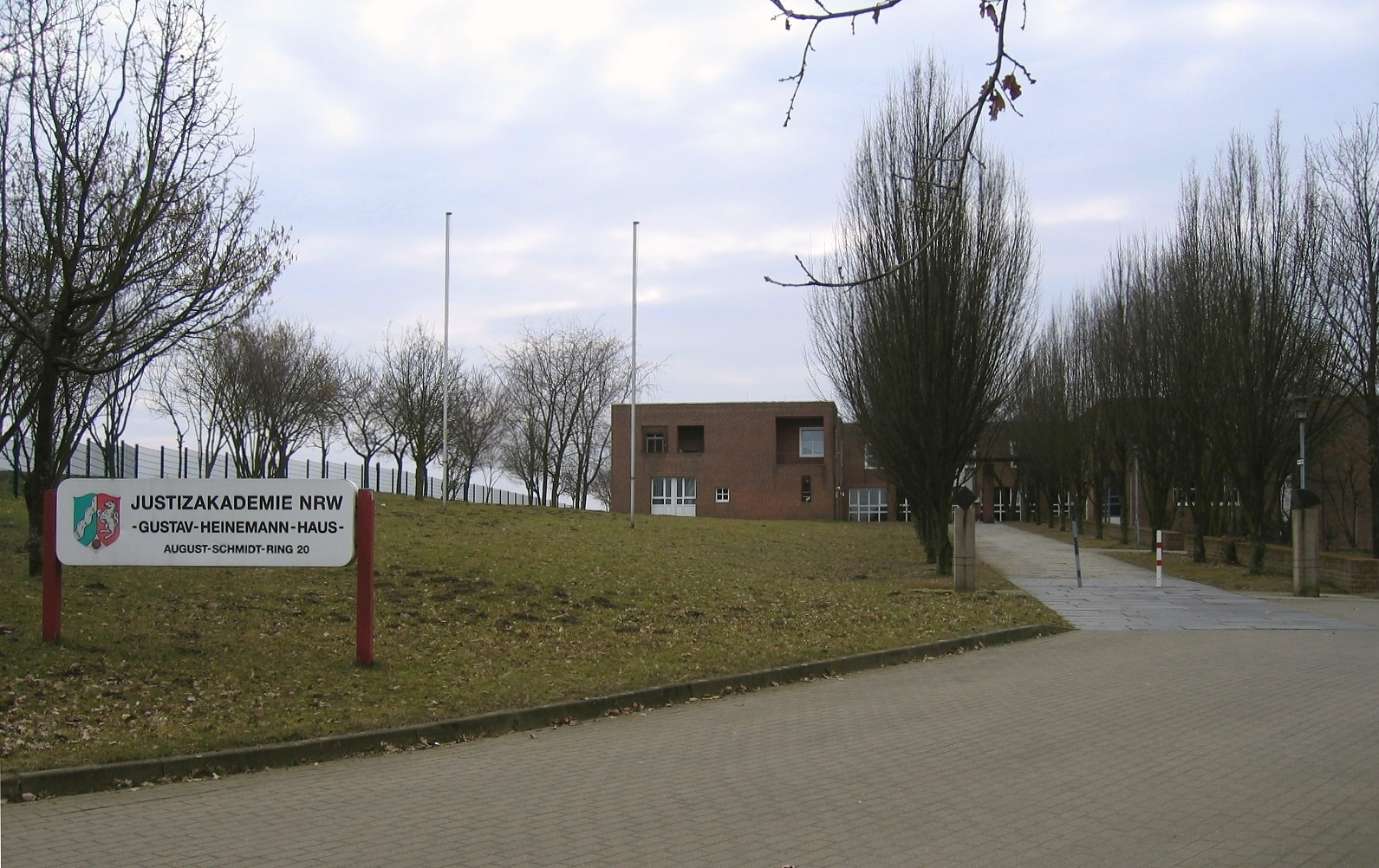
Gustav-Heinemann-Haus

Die Justizakademie des Landes Nordrhein-Westfalen (JAK) im „Gustav-Heinemann-Haus“ in Recklinghausen ist die zentrale Fortbildungseinrichtung der Justizverwaltung des Landes Nordrhein-Westfalen.

## Geschichte
Die Errichtung einer zentralen Fortbildungsstätte für die NRW-Justiz wurde 1979 auf Veranlassung der damaligen Justizministerin Inge Donepp in das „Aktionsprogramm Ruhr“ der Landesregierung aufgenommen. Noch im selben Jahr fiel die Standortentscheidung zugunsten des landeseigenen Grundstücks am „Fritzberg“ in Recklinghausen. Bei dem im Jahr 1981 durchgeführten Realisierungswettbewerb hatten 192 Architekten die Wettbewerbsunterlagen angefordert, 80 Arbeiten wurden eingereicht. Das Preisgericht unter dem Vorsitz von Josef Paul Kleihues erkannte den Preis dem Architekten Jörg Friedrich zu.
Am 14. April 1988 wurde in Anwesenheit von Ministerpräsident Johannes Rau die Justizakademie NRW „Gustav-Heinemann-Haus“ vom damaligen Justizminister Rolf Krumsiek eröffnet. Noch im gleichen Jahr konnte sich die JAK über den Architekturpreis der Stadt Recklinghausen freuen. 
Rund 19.730 Mitarbeiter aus der Justiz des Landes Nordrhein-Westfalen waren im Jahre 2018 zu Gast in der Justizakademie NRW. Insgesamt fanden dort 1147 Seminare, Workshops, Tagungen und Dienstbesprechungen allein im Jahre 2018 statt. Die Justizakademie richtet ihr Angebot bedarfsorientiert aus. Dazu fragt sie den Bedarf bei allen ihr angeschlossenen Gerichten und Behörden ab. Die Anmeldung für Fortbildungsveranstaltungen erfolgt über die jeweilige Behördenleitung. In der Regel werden die freien Plätze nach einem festen Schlüssel aufgeteilt. Zusätzlich gibt es eine, den Landesbediensteten offenstehende, Restplatzbörse. Die Justizakademie ist außerdem zuständig für die Konzeption und Organisation der vom Land Nordrhein-Westfalen auszurichtenden Tagungen der Deutschen Richterakademie.
Bei der Justizakademie NRW besteht seit 1988 die Dokumentations- und Forschungsstelle Justiz und Nationalsozialismus. Als Bindeglied zwischen historischer Forschung und juristischer Praxis fördert sie die zeithistorische Forschung, nicht nur zur Rolle der Justiz im Nationalsozialismus, sondern auch zur Entwicklung der Justiz nach 1945. Sie ist zuständige Ansprechpartnerin für Wissenschaftler, die im Bereich der Justizgeschichte forschen möchten, ermuntert aber auch die in der Praxis tätigen Kollegen zum eigenständigen wissenschaftlichen Arbeiten und unterstützt dies auf vielfältige Art und Weise. Seit dem Jahre 2002 präsentiert die Dokumentations- und Forschungsstelle eine Wanderausstellung, die bereits an vielen Orten in Nordrhein-Westfalen erfolgreich gezeigt und auch in der Öffentlichkeit mit großem Interesse aufgenommen wurde. 2015 wurde eine neue Dauerausstellung in der Justizakademie in Recklinghausen eröffnet und die Wanderausstellung völlig neu konzipiert. Im September 2016 wurde diese auf dem 71. Deutschen Juristentag in Essen erstmals gezeigt.